# 小泉組 (請負業)
小泉組（こいずみぐみ）は現在の神奈川県横須賀市で活動していた土木請負業。小泉又次郎は、口入れ屋家業から土木請負業の“小泉組”をつくった。港湾都市から勃興した近代的なヤクザ組織の代表格としても知られている。

## 概要
武蔵国久良岐郡六浦荘村大道（現在の神奈川県横浜市金沢区大道）のとび職小泉由兵衛が明治初期､横須賀に移住し、海軍の軍艦に石炭、砲弾、食糧､労務者などを送り込む請負師となった。
作家の宮崎学によると、明治17年（1884年）に海軍鎮守府が置かれ、軍港として急速に発展した横須賀では「軍艦に砲弾や燃料の石炭、食糧などを積み込む仲仕の組織が発達し、これを仕切る仲仕請負からやくざ組織が生まれていった」という。
当時の横須賀では目兼の大親分と小泉組が、沖仲仕の手配師として縄張りを競い合い、博徒たちのにぎやかな出入りがくり返されていたという。縄張り争いを制したのは、「近世以来の古い型の博徒」である目兼組を抑えた新興の小泉組であり、跡目を継いだ息子の小泉又次郎（小泉純一郎の祖父）がこの帰趨を決定的にした。宮崎は小泉組について、「吉田磯吉と同じ時期、同じ環境から生まれてきた近代ヤクザのひとつにほかならない」と述べている。
『人事興信録. 第9版』（昭和6年）によれば、小泉岩吉は神奈川県下の多額納税者に列し直接国税二千七百十八圓を納めている。

## 仕事の種別
- 建設業
- 沖仲仕
- 手配師
- 人材派遣

## 手がけた施設
- 横須賀海軍工廠

特に、第6船渠の建設に従事したことで知られる。同船渠は軍縮条約後の戦艦建造に備えて1935年建設が決定し、7月その掘削に着手した。この構築のため蠣ヶ浦一帯の丘を掘削し、土砂150万立方メートルを運び出して松ヶ原海岸と海兵団沖の埋め立てに使用された。1940年5月には艦艇の建造が一応は可能な程度に進捗し、大和型戦艦3番艦の信濃が起工された。太平洋戦争の戦局進展に伴い、空母への改造が決定、ほぼ完成までの工事を行った。閘門の取り付けは1942年である。戦後は他の施設同様米海軍に接収され現在に至る（詳細は上記項目参照）。

## 関連人物
- 小泉岩吉
- 小泉又次郎
- 小泉純也
- 小泉純一郎
- 小泉孝太郎
- 小泉進次郎